# Himitsu Sentai Goranger
Himitsu Sentai Goranger (jap. 秘密戦隊ゴレンジャー Himitsu Sentai Gorenjā; Tajny Oddział Bojowy Goranger) – japoński serial z gatunku tokusatsu z roku 1975. Jest pierwszym i najdłuższym serialem z sagi Super Sentai stworzonym przez Shōtarō Ishinomoriego. Emitowany był na kanale NET (obecnie TV Asahi) od 5 kwietnia 1975 do 26 marca 1977 i liczył 84 odcinki.
Podobnie jak jego następca – JAKQ, Goranger został uznany za Super Sentai dopiero w 1995 roku. Dotychczas za pierwszy Super Sentai uważano Battle Fever J.

## Fabuła
Organizacja terrorystyczna zwana Armią Czarnego Krzyża postanawia podbić świat i wprowadzić chaos. Japońska armia z pomocą ONZ tworzy organizację zwaną EAGLE (ang. Earth Guard League, Liga Obrony Ziemi), która ma za zadanie przeciwstawić się Czarnemu Krzyżowi i w tym celu stworzyła pięć kombinezonów bojowych.
Czarny Krzyż atakuje każdą z pięciu baz EAGLE w Japonii wymordowując prawie wszystkich żołnierzy, ponieważ w każdej z baz przetrwała tylko jedna osoba. Pięciu ocalałych staje się tytułowymi Gorangersami i musi pokonać terrorystów.

## Wojownicy
- Tsuyoshi Kaijō (jap. 海城 剛 Kaijō Tsuyoshi) / Czerwony Ranger (jap. アカレンジャー Akarenjā; Akaranger) – lider drużyny, 24-letni żołnierz a przy tym uzdolniony piłkarz. Przed zostaniem Gorangersem był żołnierzem w dywizji regionu Kantou, którym dowodził jego starszy brat. Jego numerem jest 1. Pojawia się także w Gokaiger, gdzie dowodził 34 drużynami Sentai a także przekazał tytułowym Gokaigersom sekret kluczy jego drużyny.
- Akira Shinmei (jap. 新命 明 Shinmei Akira) / Niebieski Ranger (jap. アオレンジャー Aorenjā; Aoranger) – ma 25 lat i jest najstarszym członkiem drużyny. Przed zostaniem Gorangersem był żołnierzem w dywizji regionu Tōhoku. Jest zastępcą dowódcy, a także pilotem maszyn powietrznych używanych przez drużynę. Ma dobre relacje z Daitą. Jego numerem jest 2.
- Daita Ōiwa (jap. 大岩 大太 Ōiwa Daita) / Żółty Ranger (jap. キレンジャー Kirenjā; Kiranger) – pierwszy Żółty Ranger. Ma 24 lata. Najbardziej komiczna postać serialu. Daita to osobnik o dużej sile i poczuciu humoru, zawsze wesoły. Uwielbia jeść ogromne porcje ryżu z curry. Przed zostaniem Gorangersem był członkiem dywizji EAGLE na Kiusiu, gdzie zajmował się judo i inżynierią. Odszedł z grupy w 54 odcinku, jednak powrócił na swoje miejsce w odcinku 67.  Jego numerem jest 3.
- Daigorō Kumano (jap. 熊野 大五郎 Kumano Daigorō) / Żółty Ranger (jap. キレンジャー Kirenjā; Kiranger) – zastąpił Daitę w 54 odcinku, gdy ten otrzymał promocję na szefa EAGLE na Kiusiu. Był członkiem drużyny tylko na 13 odcinków. Podobnie jak u jego poprzednika, jego numerem jest 3. W 67 odcinku Daigorō zostaje zabity przez oficera Czarnego Krzyża, zaś Daita powraca na jego miejsce.
- Peggy Matsuyama (jap. ペギー 松山 Pegī Matsuyama) / Różowy Ranger (jap. モモレンジャー Momorenjā; Momoranger) – ma 18 lat i jest jedyną kobietą w drużynie. Przed zostaniem Gorangersem należała do oddziału EAGLE na Hokkaido, gdzie zajmowała się chemią i produkcją materiałów wybuchowych. Podąża za modą, ubiera się w stylu lat siedemdziesiątych. Zna się także na sztuce szybkiej zmiany ubrania.  Jej numerem jest 4.
- Kenji Asuka (jap. 明日香 健二 Asuka Kenji) / Zielony Ranger (jap. ミドレンジャー Midorenjā; Midoranger) – najmłodszy członek drużyny, ma 17 lat. Przed zostaniem Gorangersem należał do dywizji z regionu Kansai. Jest jedynym z drużyny, który podczas ataku na swoją bazę uszedł bez szwanku. Wesoły i dziecinny osobnik. Jego numerem jest 5.

### Wsparcie
- Gonpachi Edogawa (jap. 江戸川 権八 Edogawa Gonpachi) – szef japońskiej sekcji EAGLE, bezpośredni przełożony Gorangersów. Publicznie kryje się jako kucharz w restauracji Snack Gon, gdzie przyrządza Daicie ogromne ilości ryżu z curry. Ten bar jest ukrytym wejściem do bazy Gorangersów. Po jego zdewastowaniu restauracja staje się sklepem z owocami. Edogawie towarzyszą trzy asystentki, które zwykle działają za kulisami walki.

## Armia Czarnego Krzyża
- Wódz Czarnego Krzyża (jap. 黒十字総統 Kuro Jūji Sōtō)
- Zoldersi

## Obsada
- Naoya Makoto – Tsuyoshi Kaijō / Czerwony Ranger
- Hiroshi Miyauchi – Akira Shinmei / Niebieski Ranger
- Baku Hatakeyama – Daita Ōiwa / Żółty Ranger
- Jirō Daruma – Daigorō Kumano / Żółty Ranger
- Lisa Komaki – Peggy Matsuyama / Różowy Ranger
- Yukio Itō – Kenji Asuka / Zielony Ranger
- Toshio Takahara – Gonpachi Edogawa
- Eri Kanuma – Yōko Katō
- Megumi Shiragawa – Tomoko Hayashi
- Miki Honda – Haruko Nakamura
- Mitsuo Andō – Wódz Czarnego Krzyża (głos, do odc. 55)
- Nobuo Yana – Wódz Czarnego Krzyża (głos od odc. 56)

### Aktorzy kostiumowi
- Kazuo Nibori – Czerwony Ranger (odc. 1-66)
- Kenji Oba – Czerwony Ranger (odc. 67-84)
- Hiroto Kawarasaki – Niebieski Ranger
- Fumiya Nakamura –
  - Niebieski Ranger,
  - Żółty Ranger
- Tetsuya Nakayashiki – Niebieski Ranger
- Hiroyuki Yuasa – Niebieski Ranger
- Yoshinori Okamoto – Żółty Ranger (odc. 64-84)
- Yasuo Yukawa – Żółty Ranger
- Haruhiko Hashimoto – Żółty Ranger
- Jun Murakami – Żółty Ranger (odc. 64-84)
- Midori Naito – Różowy Ranger
- Hiroshi Ueda –
  - Różowy Ranger,
  - Zielony Ranger
- Ryoji Kurihara – Różowy Ranger
- Shoji Ohara – Różowy Ranger
- Masanori Kiyotaka – Różowy Ranger
- Naotaka Maeda – Zielony Ranger
- Kosaburo Tanaka – Zielony Ranger
- Masanori Amano – Zielony Ranger
- Yutaka Kembe – Zielony Ranger (odc. 64-84)

Źródło: